# لودویگ چهارم، دوک بزرگ هسن
لودویگ چهارم، دوک بزرگ هسن (به آلمانی: Ludwig IV) (۱۲ سپتامبر ۱۸۳۷ – ۱۳ مارس ۱۸۹۲) از ۱۳ ژوئن ۱۸۷۷ تا زمان مرگ دوک بزرگ هسن بود. لودویگ که فرزند اول شاهزاده کارل هسن و راین بود، در دارمشتات پایتخت هسن به دنیا آمد. با توجه به این‌که عموی او لودویگ سوم از ازدواج اول فرزندی نداشت و ازدواج دوم او ناهم‌تراز بود، لودویگ از زمان تولد نفر دوم در نوبت جانشینی تاج و تخت هسن قرار داشت. لودویگ با شاهدخت آلیس پادشاهی متحده، دختر ملکه ویکتوریا ازدواج کرد و از این ازدواج هفت فرزند داشت. بعد از مرگ پدر لودویگ در مارس ۱۸۷۷، او تبدیل به وارث مقدر هسن شد و سه ماه بعد با مرگ لودویگ سوم، بر تخت نشست. لودویگ در ۱۳ مارس ۱۸۹۲ بر اثر حمله قلبی درگذشت و در دارمشتات دفن شد. بعد از او فرزندش ارنست لودویگ به جایش به مقام دوک بزرگ هسن رسید. 